# Józef Freinademetz
Józef Freinademetz SVD (chiń. upr. 圣福若瑟; chiń. trad. 聖福若瑟; pinyin Shèng Fú Ruòsè, ur. 15 kwietnia 1852 w Badii, zm. 28 stycznia 1908 w Jining) – tyrolski prezbiter, werbista, ewangelizator w Szantungu, święty Kościoła katolickiego.

## Życiorys
Pochodził z religijnej, ubogiej rodziny chłopskiej. Ze względu na swe zdolności uzyskał pomoc ze strony miejscowego proboszcza i podjął naukę w Bressanone, gdzie w 1872 roku wstąpił do seminarium duchownego. Święcenia kapłańskie przyjął 25 lipca 1875 r. Podjął pracę w San Martino, a w 1878 roku zaczął się przygotowywać do pracy misyjnej w Zgromadzeniu Słowa Bożego (werbiści) u boku jego założyciela św. Arnolda Janssena.
2 marca 1879 wyjechał na misję do Chin. Pierwsze dwa lata spędził w Hongkongu na nauce języka, prowadząc jednocześnie działalność duszpasterską wśród lokalnej społeczności. W 1881, razem z o. Johannem Baptistem Anzerem, wyjechali w głąb Chin na powierzoną misję. W 1882 osiadł w Yanggu, gdzie prowadził swoją działalność ewangelizacyjną.
15 sierpnia 1885 złożył śluby wieczyste i został mianowany zastępcą wikariusza apostolskiego południowego Szantungu, obszaru zamieszkiwanego przez 12 mln osób. Od 1894 pracował w stacji misyjnej w Wangzhuangu i pełnił tam obowiązki rektora seminarium duchownego i przełożonego prowincji.
Zaraził się tyfusem, śpiesząc z pomocą potrzebującym w czasie epidemii w 1908.
Został pochowany pod 12. stacją drogi krzyżowej („Śmierć Jezusa na krzyżu”).
Józef Freinademetz został beatyfikowany w dniu 19 października 1975 w Rzymie przez papieża Pawła VI, a kanonizowany, również w Rzymie, 5 października 2003 (razem z Arnoldem Janssenem) przez Jana Pawła II.
Jego wspomnienie liturgiczne w Kościele katolickim obchodzone jest 29 stycznia.